# 圣莫里斯欧福日
圣莫里斯欧福日（法語：Saint-Maurice-aux-Forges，法語發音：[sɛ̃ moʁis o fɔʁʒ]）是法国默尔特-摩泽尔省的一个市镇，位于该省东南部，属于吕内维尔区。

## 地理
圣莫里斯欧福日（48°30'37"N, 6°50'51"E）面积3.3 平方千米，位于法国大東部大區默尔特-摩泽尔省，该省份为法国东北部内陆省份，是洛林的一部分，北邻比利时、卢森堡，北起顺时针与摩泽尔省、下莱茵省、孚日省和默兹省接壤。
与圣莫里斯欧福日接壤的市镇（或旧市镇、城区）包括：昂塞尔维莱、巴东维莱、费讷维莱、圣波勒。

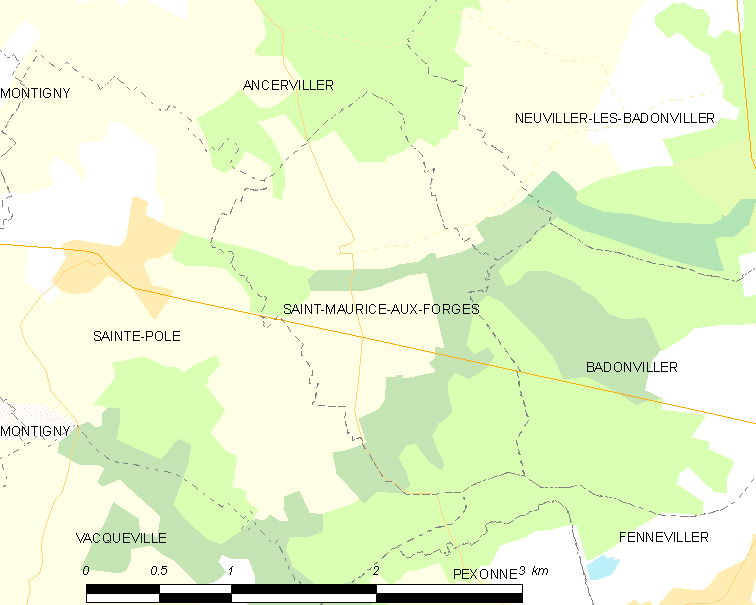
圣莫里斯欧福日的OSM定位图

圣莫里斯欧福日的时区为UTC+01:00、UTC+02:00（夏令时）。

## 行政
圣莫里斯欧福日的邮政编码为54540，INSEE市镇编码为54481。

## 政治
圣莫里斯欧福日所属的省级选区为巴卡拉县。

## 人口

1962-2008年间圣莫里斯欧福日人口变化图示

圣莫里斯欧福日于2022年1月1日时的人口数量为100人。